# Liste der Biografien/Colc
Liste der Biografien |
Portal Biografien |
Personensuche
# |
A |
B |
C |
D |
E |
F |
G |
H |
I |
J |
K |
L |
M |
N |
O |
P |
Q |
R |
S |
T |
U |
V |
W |
X |
Y |
Z |
?
 
Ca |
Cb |
Cc |
Ce |
Ch |
Ci |
Cj |
Ck |
Cl |
Cm |
Cn |
Co |
Cr |
Cs |
Ct |
Cu |
Cv |
Cw |
Cy |
Cz
 
Coa–Cod |
Coe–Cok |
Col |
Com |
Con |
Coo–Coq |
Cor |
Cos |
Cot |
Cou |
Cov |
Cow |
Cox |
Coy |
Coz
 
Cola |
Colb |
Colc |
Cold |
Cole |
Colf |
Colg |
Colh |
Coli |
Colk |
Coll |
Colm |
Coln |
Colo |
Colp |
Colq |
Cols |
Colt |
Colu |
Colv |
Colw |
Coly |
Colz
Die Liste der Biografien führt alle Personen auf, die in der deutschsprachigen Wikipedia einen Artikel haben. Dieses ist eine Teilliste mit 11 Einträgen von Personen, deren Namen mit den Buchstaben „Colc“ beginnt.

## Colc

### Colce
- Colceri, Tim (* 1951), US-amerikanischer Schauspieler und Filmregisseur

### Colch
- Colchen, Anne-Marie (1925–2017), französische Leichtathletin

### Colci
- Colciago, Roberto (* 1968), italienischer Automobilrennfahrer

### Colcl
- Colclough, Katie (* 1990), britische Radrennfahrerin
- Colclough, Mary Ann (1836–1885), neuseeländische Lehrerin, Journalistin und Frauenrechtlerin
- Colclough, Maurice (1953–2006), britischer Rugbyspieler

### Colco
- Colcock, William F. (1804–1889), US-amerikanischer Politiker
- Colcord, Joanna Carver (1882–1960), US-amerikanische Sozialarbeiterin und Sachbuchautorin
- Colcord, Lincoln (1883–1947), US-amerikanischer Journalist, Schriftsteller, Dichter und Schifffahrtshistoriker
- Colcord, Ray (1949–2016), US-amerikanischer Film- und Fernsehkomponist sowie Musikproduzent
- Colcord, Roswell K. (1839–1939), US-amerikanischer Politiker